# C트레인

노선도

C트레인(CTrain) 캐나다 앨버타주 캘거리에 운행되고 있는 경전철체계이다. 1981년에 처음으로 운행되기 시작하였으며, 캘거리 교통이 관리하기 때문에 버스와 환승이 가능하다. 현재 총연장은 44.8킬로미터로, 확장이 예정되어 있다.
북아메리카에 존재하는 경전철 체계로써는 일일당 이용객이 가장 많은 편에 속한다.